# Pied plat
 (décembre 2019).
Si vous disposez d'ouvrages ou d'articles de référence ou si vous connaissez des sites web de qualité traitant du thème abordé ici, merci de compléter l'article en donnant les références utiles à sa vérifiabilité et en les liant à la section « Notes et références ».

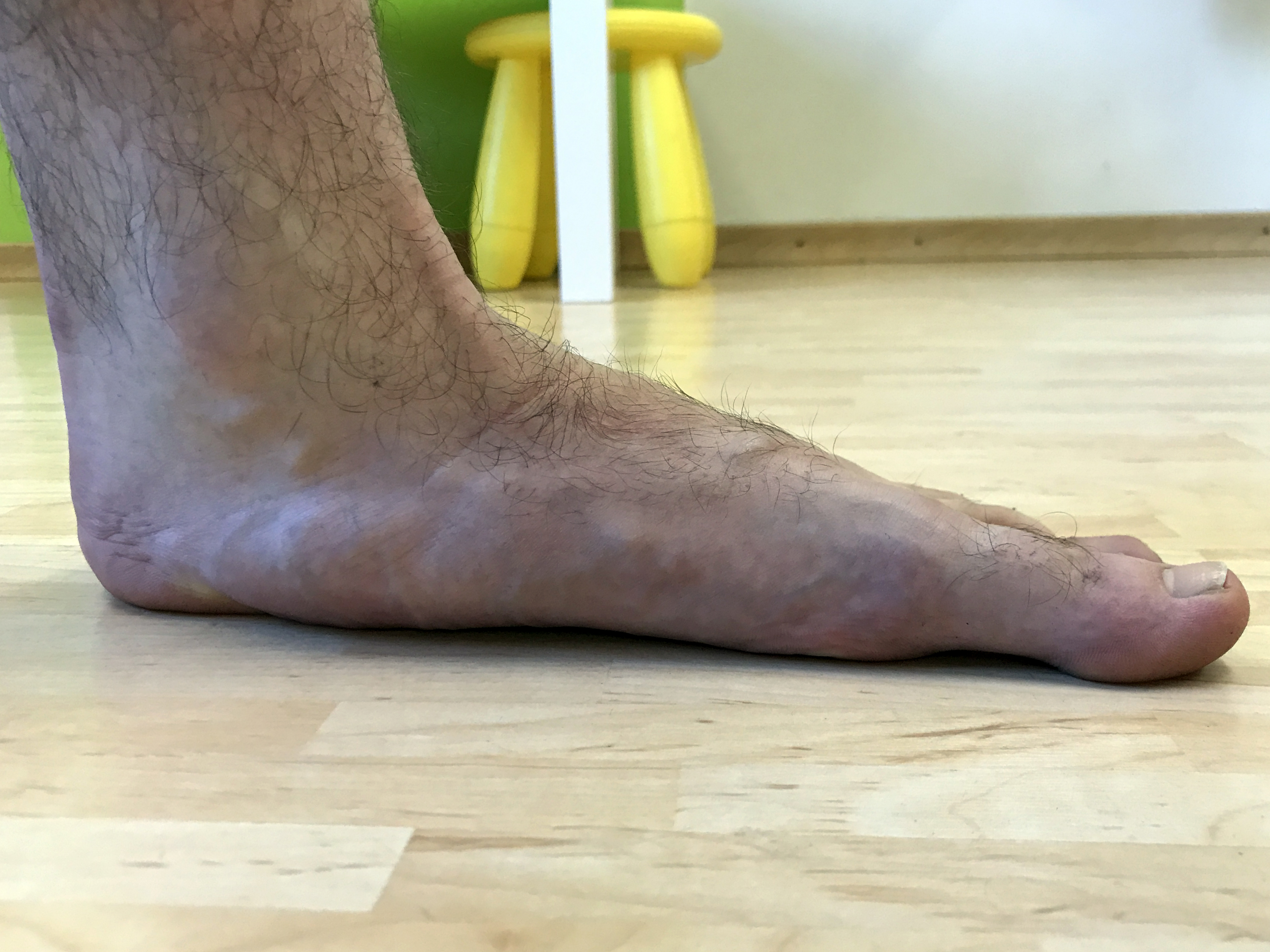
Pied plat.

Le pied plat (latin : pes planus) est une condition physique chez l'être humain caractérisée par un affaissement du pied en charge et une défaillance de la propulsion lors de la marche. Les trois niveaux lésionnels sont les articulations tibio-tarsienne, talo-naviculaire, et du médio-pied. L'articulation subtalaire en subit les conséquences rotationnelles. Il s'agit d'une difformité de l’arrière-pied centrée sur l’articulation subtalaire (ex articulation sous-astragalienne). Elle est également désignée par d’autres termes tels que pied valgus (en) ou en pronation.
Quatre types de pied plat valgus (PPV) ont été individualisés : le « pied plat sous-talien avec valgus sous-talien prédominant et cassure longitudinale prédominant dans l’articulation talonaviculaire », le « pied plat médiotarsien sans valgus sous-talien mais avec abduction médiotarsienne franche et cassure prédominant dans l’articulation cunéo-naviculaire », le « pied plat mixte » avec valgus sous-talien, abduction médiotarsienne et cassure à la fois talonaviculaire et cunéo-naviculaire ; enfin, le « pied plat creux » associant l’effondrement de l’arche médiale à une accentuation de la cambrure de l’arche latérale.
Normal chez le jeune enfant, le pied plat serait dû à une déficience musculaire du pied qui ne permettrait pas à la voûte plantaire de se développer. Après l'âge de 5 à 6 ans, le port d'orthèses orthopédiques peut être conseillé par un spécialiste.
L'absence de gravité du pied plat valgus de l'enfant représente l'écrasante majorité des cas ; il ne nécessite que très rarement des semelles orthopédiques et jamais d'intervention chirurgicale sauf cas extrêmes.
Dans le traitement du pied plat valgus réductible, l’ostéotomie du calcanéum associée à un transfert du tendon fléchisseur commun des orteils. La correction de la déformation tout en conservant les mobilités articulaires.
À l'époque du service militaire obligatoire, cette pathologie était largement connue car elle permettait d'être exempté.
Le pied plat peut survenir à l'âge adulte, en particulier chez des femmes à partir de la quarantaine.

## Traits caractéristiques
1. Translation latérale de la grosse tubérosité du calcanéus (ex-os calcanéum)
2. Éversion dans l’articulation sous-talienne
3. Incompétence du « pes acetabulum »
  1. avec la tête du talus déviée en direction médiale par rapport au naviculaire qui est déplacé latéralement
  2. la tête du talus tombe en directions médiale et plantaire par rapport à la facette articulaire antérieure du calcanéus
4. Le trépied normal, important à la phase d’appui, avec mise en charge sur la tubérosité du calcanéus et sur les têtes des premier et cinquième métatarsiens est perdu. La poussée sur le premier rayon est impossible. La force du Triceps Sural s’applique latéralement par rapport à l’articulation de la cheville (tibio-talienne) : désavantage mécanique.
5. Souvent, un tendon d'Achille tendu est observé en cas de pied plat douloureux.

## Signes fonctionnels, relativement rares
1. Les signes fonctionnels en rapport avec le pied plat ou pied en pronation seraient :
  - la douleur (une impression de brûlure)
    - douleur dans la voûte plantaire
    - douleurs articulaires aux chevilles
    - douleur au genou
    - douleur au bas du dos dans la région lombaire

  - sensation de déséquilibre sur les sols irréguliers
  - la boiterie
  - la difformité (la cheville, le tibia peut lui aussi être déformé en se décalant de plusieurs degrés)
  - l’excès d’usure de la chaussure (surtout sur le côté)
  - la fatigabilité
    - La douleur doit être précisée dans sa topographie
    - L’examen des muscles est entrepris à la recherche autant de rétraction que de déficit
    - Inspection et palpation de tendon d’Achille tendu ou de déficit du tibial postérieur (ex muscle jambier antérieur)
2. à l'imagerie :
  - radios debout de face et de profil du pied et incidences obliques sont incontournables
  - un scanner de l’arrière-pied contribue au bilan, avant tout dans les cas d’associations à une affection inhabituelle pathologique de l’arrière-pied (peu commune).

## Affections s’accompagnant de pied plat ou valgus

### Difformité dite de pied plat raide
- Synostose du tarse
- Talus vertical congénital

### Difformité dite de pied plat un peu raide
Pied serpentin ou skewfoot.

### Difformité dite de pied plat souple ou flexible
- Le pied valgus souple est une difformité dans laquelle le pied plat est bien présent, mais l’arrière-pied se redresse en l’absence de prise d’appui et en se levant sur la pointe des pieds.
- Le degré de la difformité est mesuré grâce 
  - à l’angle de Méary,
  - à la bascule du calcanéus et
  - au degré de découverte de la tête du talus.
- Cette variété de pied plat est observée 
  - chez l’enfant « normal » mais aussi en cas d’affection du tissu conjonctif, telles que :
  - syndrome de Marfan,
  - neurofibromatose ou
  - maladie d’Ehlers-Danlos.
- Les signes fonctionnels en sont :
  - douleur,
  - fatigue et
  - faiblesse à la phase de poussée du pas